# Кризис воинского призыва 1917 года
Кризис призыва 1917 года (фр. Crise de la conscription de 1917) — массовые выступления франкоканадцев против призыва для отправки на европейский театр 1-й мировой войны, которые по размаху намного превышали аналогичные выступления 1944 года.

## Предыстория
Когда в 1914 году разразилась Первая мировая война, более 30 000 добровольцев вступили в армию — это было даже больше, чем ожидало канадское правительство. Этот первый контингент, на основе которого была сформирована Первая канадская дивизия Канадского экспедиционного корпуса, был собран в новом лагере в Валькартье, Квебек, в виде ряда батальонов, собранных без учёта языка и религии новобранцев. Резервные полки не были мобилизованы, поскольку министр обороны Сэм Хьюз полагал, что вместо них нужна «новая эффективная структура». К сожалению, ни одно из новых сформированных подразделений не было франкоязычным, хотя среди резервных частей были и франкоязычные.
Около 70 % добровольцев составляли выходцы из эмигрантских семей родом из Великобритании. Лишь 9 000 солдат происходили из Канады, и из них 11 %, то есть около 1000 человек, были франкоканадцами. Этих франкоканадцев рассеяли по различным англоязычным подразделениям. Англоязычные средства массовой информации распространили информацию, будто франкоканадцы вовсе отказываются участвовать в войне, проигнорировав все вышеперечисленные обстоятельства.
Такое распределение франкоязычных солдат по англоязычным подразделениям не было случайностью. В то время в Онтарио разворачивался процесс запрета образования на французском языке и преподавания французского языка в целом (Семнадцатая поправка), что вызвало возмущение среди франкоязычных канадцев и не способствовало среди них желанию умереть «за короля и родину».
Второй контингент был организован более логично: батальоны были сформированы и проходили тренировку в тех округах, откуда происходили солдаты, однако и в этом случае ни один из батальонов не был обозначен как «франкоязычный».
Квебекцы составили довольно малую часть добровольцев. Печальный опыт первого контингента составил у них впечатление, что франкофонам не стоит ожидать хорошего отношения к себе: франкофоны (католики) были в основном солдатами, рассредоточенными среди англоязычных солдат, тогда как офицеры в подавляющем большинстве были англоязычными протестантами. Молодые франкофоны предпочитали вступать лишь в немногочисленные франкоязычные подразделения канадского ополчения, такие, как пехота Мон-Рояль, где вся деятельность, кроме команд, происходила на французском языке. В данном случае, однако, франкофонам было отказано в праве поступать в ополчение, поскольку министр ополчения, в свою очередь, отказался направлять ополченцев на фронт или создавать дополнительные полки ополчения. Правительство подняло достаточно высоко квоту набора добровольцев: на 1915 год она составила 150 000 человек.
В ходе многочисленных манифестаций и общественных выступлений в Квебеке его жители потребовали сформировать франкоязычные подразделения для участия в войне, несмотря на Регламент 17 в Онтарио и сопротивление ряда видных квебекцев, таких, как директор газеты Le Devoir, Анри Бурасса. Последний выпустил книгу с красноречивым заголовском «Что мы должны Англии?» Монреальская газета La Presse опубликовала редакторскую статью, где говорилось, что Квебек должен создать собственный контингент, чтобы сражаться на стороне французской армии. В конце концов правительство уступило и был сформирован 22-й франкоканадский батальон, позднее преобразованный в 22-й королевский полк. Хотя помимо него было разрешено существование ещё нескольких франкоязычных подразделений, где командовали в основном офицеры резерва, все эти подразделения были расформированы для пополнения 22-го батальона, который в ходе войны потерял 4 тыс. человек убитыми и ранеными.
Ближе к концу войны всё больше солдат осознавали, что боевые действия не будут лёгкими, поэтому всё меньше добровольцев желали отправиться на фронт. В 1916 году было рекрутировано более 300 тыс., а на следующий год премьер-министр Роберт Борден обещал призвать 500 тыс., несмотря на то, что население Канады к тому времени составляло всего 8 млн.

## Закон о военной службе
Важным для Канады событием была победа в битве на перевале Вими в 1917 году, в которой погибло 3000 канадцев и около 7000 было ранено. До этого Франция потеряла 150000 человек в безуспешных попытках захватить перевал, а британцы также не смогли им овладеть. В Канаде оказалось недостаточно добровольцев, чтобы восполнить потери, понесённые при Вими; кампания рекрутинга провалилась в Квебеке.
Более того, квебекцы всё чаще считали, что война ведётся в империалистических интересах Великобритании. Лидер франкоканадцев Анри Бурасса заявил, что у них есть только одно отечество — Канада, тогда как у англоканадцев целых два — Канада и Великобритания. Особой симпатии к Франции франкоканадцы тоже не испытывали.
После встречи с премьер-министрами стран Антанты в Великобритании в мае 1917 года и встреч с канадскими солдатами в британских госпиталях Роберт Борден объявил, что готов ввести воинский призыв. В июле был принят Закон о воинской службе, дававший Бордену возможность осуществить призыв. Англоканадцы единодушно голосовали за призыв, однако отношение к нему в Квебеке колебалось от сдержанного до крайне неодобрительного. В Квебеке были организованы манифестации протеста против Бордена и кампании призыва.

## Выборы 1917 года
С тем, чтобы консолидировать своих сторонников на выборах 1917 года, премьер-министр Борден предоставил право голоса солдатам, находившимся на фронте за рубежом, и даже медсёстрам. Причиной было то, что фронтовики поддерживали призыв, так как он гарантировал их быструю замену и возвращение домой. Ещё одним преимуществом для Бордена была возможность свободного распределения голосов, полученных за рубежом, без учёта провинции, откуда был призван тот или иной солдат. Женщины — члены семей фронтовиков также получили право голоса на выборах, так как они были якобы более патриотичными и достойными (общее избирательное право для женщин было введено в Канаде позже). В то же время права голоса лишились выходцы из вражеских государств и прибывшие в страну после 1902 года.
Борден победил на выборах с существенным перевесом: его правительство получило 153 места, тогда как либералы Уилфрида Лорье — всего 82 места, из которых 62 приходилось на Квебек. Лорье считал, что если бы он вступил в коалицию с Борденом, вместо либералов в Квебеке были бы избраны националисты Анри Бурассы, которых он считал большей опасностью.

## Призыв и окончание войны
1 января 1918 года юнионистское правительство Канады начало применять «Закон о военной службе». Хотя его положения затрагивали в различной мере около 400 000 человек, формулировки закона были расплывчатыми, допускали многочисленные исключения, и почти все, кто хотел, смог избежать призыва. В Квебеке состоялось несколько манифестаций против этого закона; 1 апреля 1918 армия открыла огонь по манифестантам, четверо были убиты. Следствие показало, что убитые были обычными прохожими, не принимавшими участия в демонстрации.
После этого правительство внесло поправки в закон, допустив в нём ещё больше исключений, против чего активно выступили англоканадцы. Даже несмотря на исключения, всего 125 000 человек было призвано, и из них 25 000 отправились на фронт. К счастью для политической карьеры премьер-министра Бордена, война закончилась всего через несколько месяцев.
В 1920 году Борден ушёл в отставку, а его преемник, Артур Мейен, потерпел поражение на всеобщих выборах 1921 года. В течение следующих 50 лет консервативная партия не была представлена депутатами от Квебека.